# Marie-Eugénie de Jésus
Pour les articles homonymes, voir Milleret et Marie de Jésus.
Anne-Eugénie Milleret de Brou, ou sainte Marie-Eugénie de Jésus en religion, née dans la nuit du 25 au 26 août 1817, à Metz et morte le 10 mars 1898 à Paris, est une religieuse catholique française, fondatrice de la congrégation apostolique des Religieuses de l'Assomption. Béatifiée en 1975 par le pape Paul VI, elle est canonisée par le pape Benoît XVI en 2007. Selon le Martyrologe romain, elle est commémorée le 10 mars, jour de sa mort.

## Biographie
Marie-Eugénie Milleret est le troisième enfant du mariage en premières noces de Jacques Constant Milleret, banquier et homme politique, et de Éléonore Joséphine de Brou.
Issue d'une famille aisée non pratiquante, elle est tout de même éduquée dans la religion catholique. Elle passe son enfance entre l’hôtel particulier de ses parents à Metz et le château de Preisch, à proximité de la frontière luxembourgeoise.
En 1830, la famille Milleret est contrainte de se séparer ; Marie-Eugénie et sa mère déménagent à Paris. Deux ans plus tard, après la mort de sa mère suite au choléra, Marie-Eugénie est alors recueillie par de riches amis à Chalons-sur-Marne et elle se détache de la pratique religieuse.
Son père la fait revenir à Paris. Durant le carême 1836, elle retrouve la foi en entendant l'abbé Lacordaire prêcher à Notre-Dame. Elle se convertit en 1836, à l'âge de 19 ans.
Elle rencontre l’abbé Théodore Combalot en 1837, et lui fait part de son désir d’entrer dans la vie religieuse. Elle est formée chez les Bénédictines du Saint-Sacrement à Paris puis à la Visitation de la Côte-Saint-André dans l’Isère. En avril 1839, à 21 ans, elle fonde la congrégation des Religieuses de l'Assomption.
Elle entre sous la direction spirituelle du père d’Alzon à partir de 1841, alors qu’elle est supérieure. Elle fait profession perpétuelle à Noël 1844, et sera déposée de sa charge en 1894, à l’âge de 77 ans.
Peu à peu complètement immobilisée par la paralysie, elle meurt le 10 mars 1898 à l’âge de 80 ans. Sa sépulture est située au no 17 de la rue de l'Assomption (16e arrondissement de Paris), maison-mère de la chapelle des Religieuses de l'Assomption.

## Spiritualité
Marie-Eugénie Milleret a donné pour programme à sa congrégation cette phrase du Notre Père : « que ton règne vienne ». Pour elle, le Royaume est un chemin de vie. Son projet éducatif est double : d’une part, le règne de Dieu, créateur et fin de toute chose, d’autre part, une société chrétienne dans laquelle Dieu serait reconnu, aimé et servi. Elle attache une grande importance à la formation de l’intelligence à la lumière de la foi. « L’éducation, proposée par Marie-Eugénie, vise la transformation de toute la personne et favorise la liberté ».
Dans une lettre fondatrice de sa spiritualité, au Père Lacordaire en 1841, elle exprime sa profession de foi : sa vision de la terre comme un lieu de gloire pour Dieu et l'appel du Règne de Dieu. En effet, dit-elle,
« Pour moi, j’ai peine à entendre appeler la terre un lieu d’exil ; je la regarde comme un lieu de gloire pour Dieu, puisqu’il peut recevoir de nos volontés libres et souffrantes le seul hommage 
qu’il ne trouve pas en lui-même. 
Je crois que nous sommes placés ici-bas précisément pour y travailler à l’avènement du règne de notre Père céleste sur nous et sur les autres. »

## Miracle reconnu par l'Eglise
En février 1995, naissait aux Philippines une petite fille, Risa Bondoc, abandonnée par sa mère à la naissance. Comme la famille française qui devait l'adopter a finalement renoncé, c'est un couple de Philippins qui accepte de l'adopter. Très vite, en raison d'une non évolution de l'enfant, les médecins diagnostiquent qu'elle est atteinte d’une maladie rare, le De Morsier Plus, qui se caractérise par l'absence d'une partie du cerveau. Son avenir est sombre : aucun enfant n'a vécu plus d'un an avec une telle pathologie. La jeune Risa ne marchera pas, ne parlera jamais, sera aveugle et aura une courte vie. Ses parents lui font alors porter une relique de Marie-Eugénie de Milleret. Un an plus tard, le diagnostic est confirmé. Sa mère, qui a été l'élève des Sœurs de l'Assomption à Manille, l’emmène alors à la maison généralice des religieuses de l’Assomption, à Notre-Dame d'Auteuil, à Paris ; elle dépose sa petite fille sur la tombe de Marie-Eugénie à qui sa guérison a été demandée. Lorsqu'elle rentre chez elle, les médecins constatent qu'une évolution de l'enfant commence. Aujourd’hui, Risa Bondoc entend, voit, a étudié à l'Assumption College de Manille et travaille dans ce même collège.[réf. nécessaire]

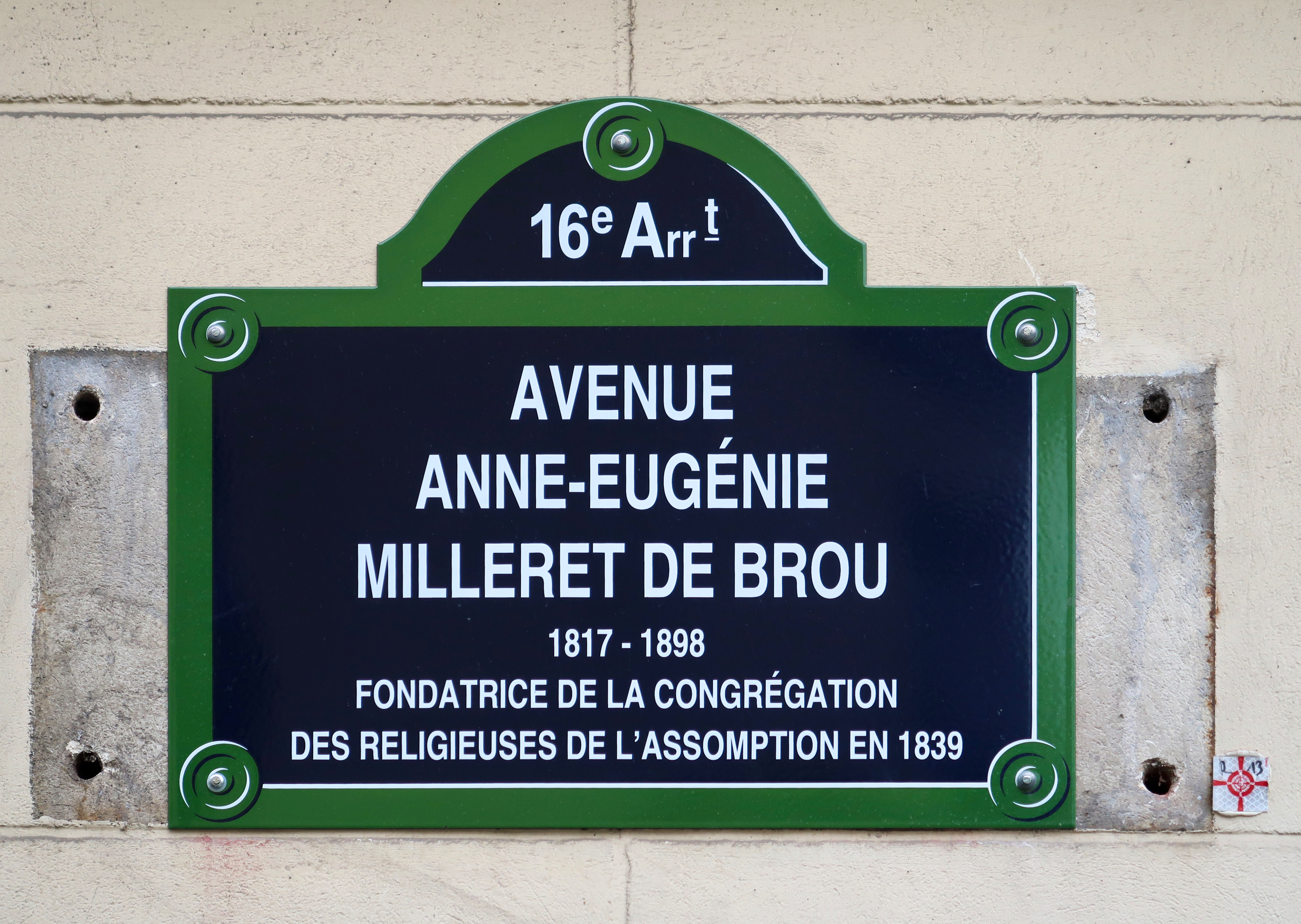
Plaque.

Le pape Benoît XVI a reconnu le 16 décembre 2006 la validité de ce miracle ; la canonisation de Marie-Eugénie a été prononcée le 3 juin 2007.

## Hommage
L'avenue Anne-Eugénie-Milleret-de-Brou, dans le 16e arrondissement de Paris, porte son nom en sa mémoire.
Le 8 décembre 2024, au cours de la bénédiction du nouvel autel de Notre-Dame de Paris, des reliques de Sainte Marie-Eugénie de Jésus y ont été solennellement deposées.